# Martin Leskovar
Martin Leskovar, slovenski podčastnik, * 1963.
Leskovar je višji vodnik v Slovenski vojski (zaposlen v 9. brigadi zračne obrambe) ter predsednik Združenja zbirateljev vojaških insignij Slovenije.

### Odlikovanja
- bronasta medalja Slovenske vojske - 8. maj 2002
- Priznanje NGŠSV
- Bronasti 1.OpPVLZO
- Zlata medalja 9.BRZO
- Bronasta medalja 2.LRBTZO
- V. let SV
- X. let SV
- XV.let SV